# Hitchbot

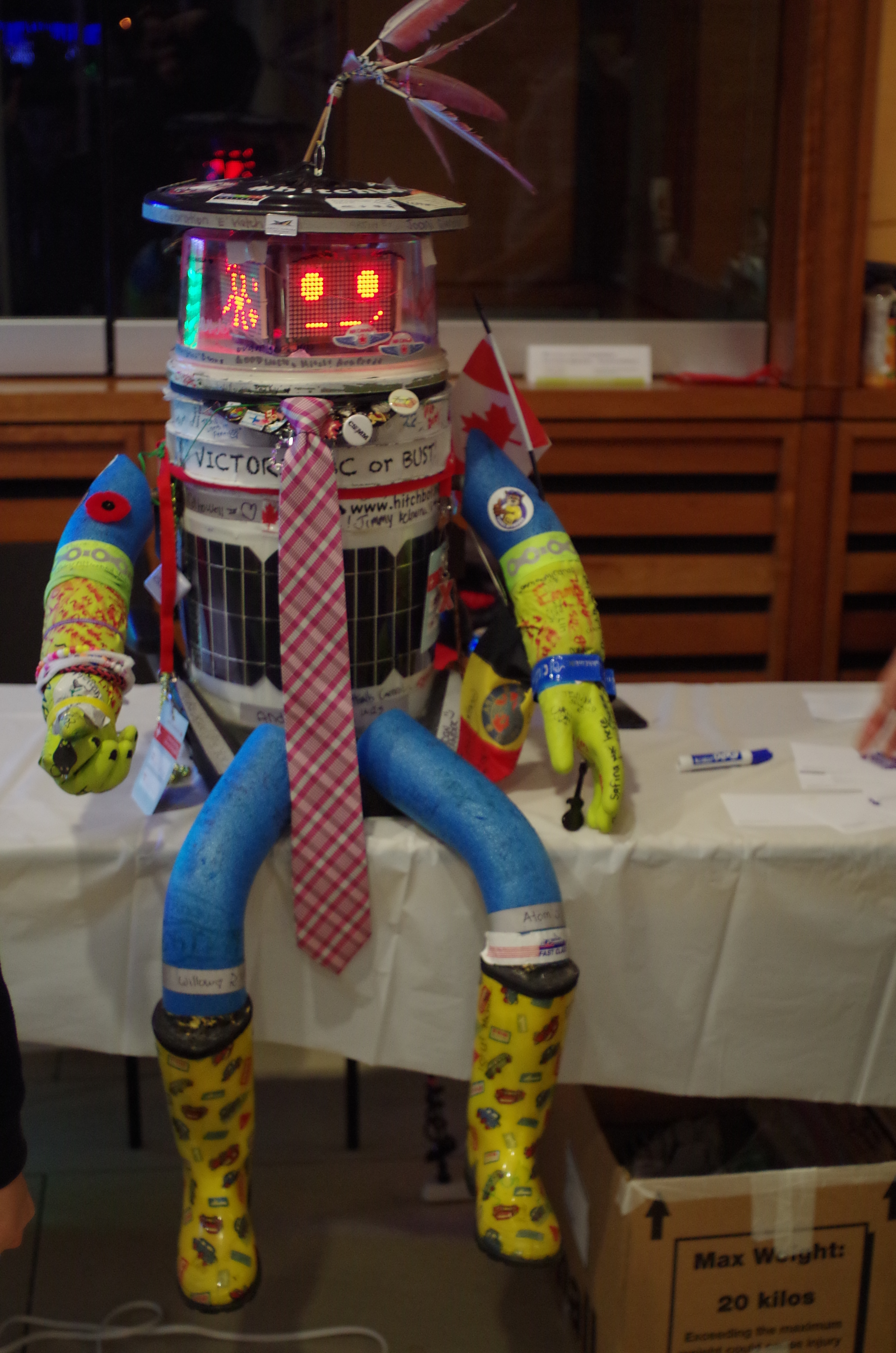
Hitchbot auf einer Ausstellung

Hitchbot (Eigenschreibweise hitchBOT, von engl. to hitchhike, „per Anhalter fahren“, und Bot, kurz für Roboter) ist ein autonomes Robotermodell, das von den Kommunikationswissenschaftlern Frauke Zeller von der Ryerson University in Toronto und David Harris Smith von der McMaster University in Hamilton geschaffen wurde, um von Halifax nach Victoria durch Kanada zu trampen.

## Projektziele
Hitchbot kann Unterhaltungen führen, über ein Display und einen beweglichen Arm mit seiner direkten Umwelt kommunizieren und über ein Funkmodul das Internet kontaktieren. Er kann sich jedoch nicht selbstständig fortbewegen und ist daher darauf angewiesen, von Menschen in deren Autos mitgenommen zu werden.
Zu den Zielen des sozialen Experiments gehörte es, herauszufinden, ob ein Roboter auf derartige Kooperation fremder Menschen vertrauen kann. Darüber hinaus sollte eine Diskussion über das Verhältnis von Gesellschaft und Technik angeregt und Erkenntnisse über die Interaktion zwischen Menschen und autonomen Robotern gewonnen werden.

## Reisen
Die 6000 Kilometer lange Reise des ersten Hitchbots durch Kanada startete am 27. Juli 2014. Zum ersten Mal mitgenommen wurde der Anhalter, auch dank seiner hohen Bekanntheit in den Medien, bereits unmittelbar nachdem er vom Projektteam ausgesetzt wurde. Nach drei Wochen und 18 Mitfahrgelegenheiten hatte er seine Ziel-Insel Vancouver Island erreicht und wurde von seinen Machern zunächst auf einen Umweg über einige First Nations und Seattle geschickt, bevor er Victoria erreichte.
Im Anschluss an die Kanada-Reise wurde beschlossen, das Reisegebiet auszuweiten. Beginnend in München startete eine zweite Version des Hitchbots am 13. Februar 2015 mit Deutschland erstmals im Ausland. Die Fernsehsendung Galileo begleitete Hitchbot dabei. Nach verschiedenen Stationen an deutschen Sehenswürdigkeiten erreichte Hitchbot am 22. Februar wieder München. Die zweite Auslandsreise führte Hitchbot vom 7. bis zum 24. Juni 2015 durch die Niederlande, wo verschiedene Veranstaltungen besucht wurden.
Eine vierte Reise, diesmal durch die USA, von Salem in Massachusetts an der Ostküste mit dem Ziel San Francisco an der Westküste, startete am 17. Juli 2015. Nach zwei Wochen wurde der Roboter in Philadelphia von Unbekannten derart zerstört, dass eine Reparatur unmöglich war. Die kanadischen Betreiber des Projekt Hitchbot schrieben auf der Website: „Manchmal passieren guten Robotern schlechte Dinge.“
Die erste Version des Hitchbots, die 2014 die Reise in Kanada absolviert hatte, soll ab 2017 im Canada Science and Technology Museum in Ottawa ausgestellt werden. Bis dahin hoffen die Verantwortlichen, ihn in Begleitung etwa noch zu Schulen und öffentlichen Veranstaltungen schicken zu können. Die zweite Version, die auf der USA-Reise zerstört wurde, wurde 2018 wiederhergestellt und wird seither im Heinz Nixdorf MuseumsForum in Paderborn ausgestellt.

## Technik
Um Diebstahl unattraktiv zu machen, wurden die Hitchbots aus einfachen Komponenten gebaut. Wesentlich waren dabei ein modifiziertes Android-Tablet sowie ein Arduino-Board, ein LED-Display, ein von einem Servomotor gesteuertes Schwimmnudelsegment mit Putzhandschuh, sowie Solarzellen und ein Anschluss für den Zigarettenanzünder, um den Akku zu laden. Die Hülle besteht aus Alltagsgegenständen wie einem Kübel und Gummistiefeln. Über das GPS-Modul des Tablets kennt Hitchbot seine Position, die er über das Mobilfunkmodul auf seiner Website und über soziale Medien wie Twitter, Facebook, Instagram und Google+ kommuniziert. Nachdem er sich die Erlaubnis seiner Fahrer eingeholt hatte, veröffentlicht er dort auch Fotos. Zudem führten seine Erfinder ein Tagebuch während seiner Reise durch Kanada.
Unterhaltungen mit seinen Fahrern und im Internet führte Hitchbot mittels der KI-Plattform Cleverscript des Chatbots Cleverbot. Die weitere Software des Hitchbot wurde auf GitHub als Open Source unter der GPL veröffentlicht.
Eine an der Hülle angebrachte Plakette sollte Finder auch im Falle eines leeren Akkus über das Ziel des Roboters informieren sowie darüber, wie er transportiert und wieder aufgeladen wird.